# Diplolaemus
Genre
Diplolaemus est un genre de sauriens de la famille des Leiosauridae.

## Répartition
Les espèces de ce genre se rencontrent en Argentine et au Chili.

## Liste des espèces
Selon The Reptile Database (21 mars 2013) :
- Diplolaemus bibronii Bell, 1843
- Diplolaemus darwinii Bell, 1843
- Diplolaemus leopardinus (Werner, 1898)
- Diplolaemus sexcinctus Cei, Scolaro & Videla, 2003

## Publication originale
- Bell, 1843 : Reptiles in Darwin, 1843 : The Zoology of the Voyage of the H.M.S. Beagle, Under the Command of Captain Fitzroy, R.N., During the Years 1832 to 1836. vol. 5, p. 1-51 (texte intégral).